# Ljubomir Perčinlić
Ljubomir Perčinlić (* 28. Mai 1939 in Zenica; † 7. September 1998 in Zagreb) war ein bosnischer Maler und Hochschullehrer an der Akademie der bildenden Künste in Sarajevo.

## Leben

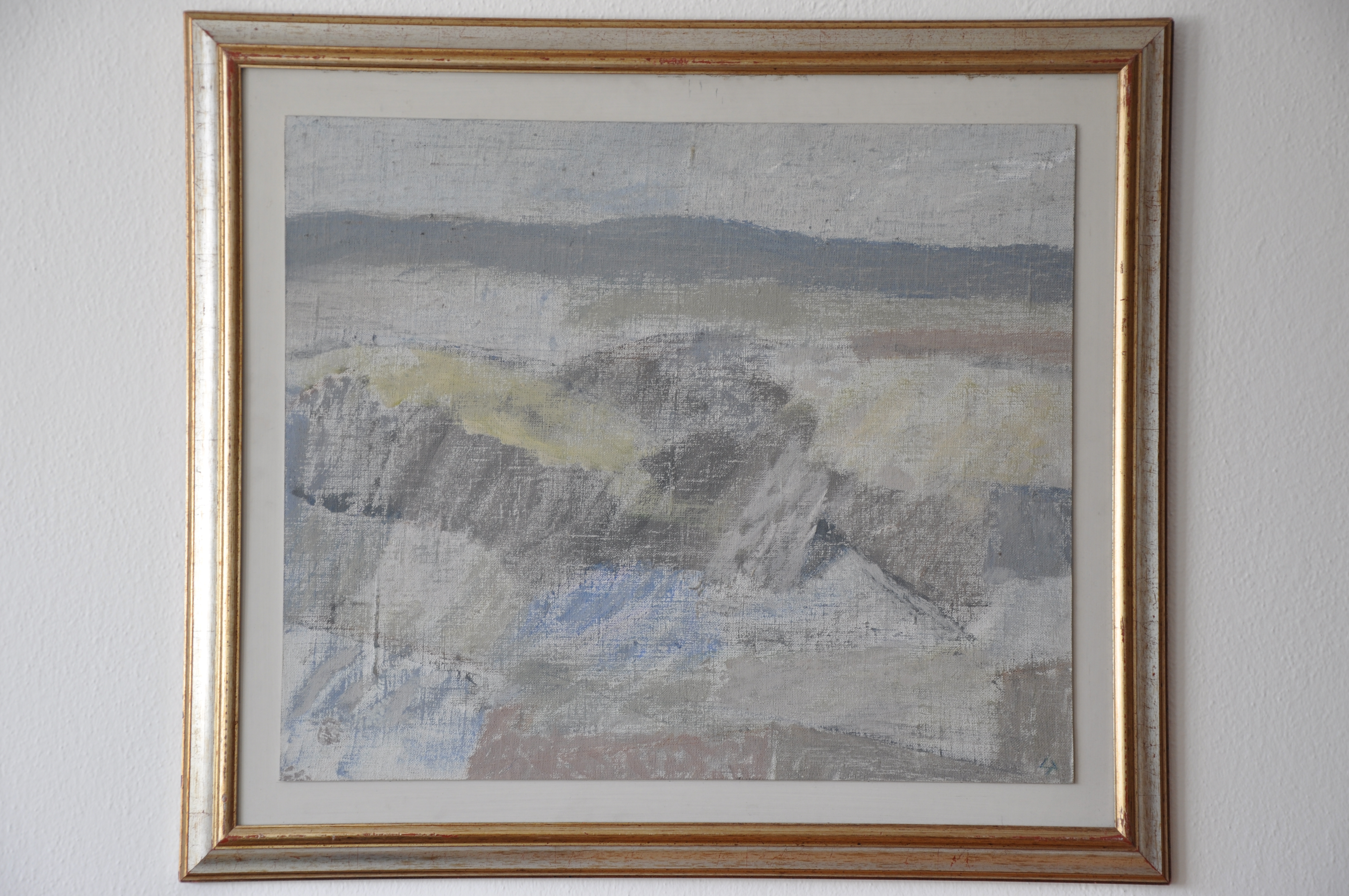
Ljubomir Percinlic, Loviste, Peljesac, 1964

Die erste Einzelausstellung veranstaltete er 1959, noch bevor er an der Belgrader Akademie zu studieren begann, als Zwanzigjähriger in seiner Heimatstadt Zenica (in der Galerie des Hauses der Kultur der Stadt Zenica). Zwischen 1960 und 1966 studierte er in Belgrad, wo er in der Klasse des Professors Nedeljko Gvozdenović diplomierte. Im selben Jahr nahm er an der Ausstellung Generation 66 im Kunstpavillon Cvijeta Zuzorić in Belgrad teil. Ebenfalls in Belgrad und im selben Jahr folgte eine Einzelausstellung in der Galerie der damals angesehenen, sogenannten Kolarčevog narodnog univerziteta. 1966 kehrte er zurück nach Zenica. Perčinlić wurde als Professor für künstlerische Erziehung im dortigen Gymnasium angestellt.
Als ein weiterer wichtiger Punkt seiner fortschrittlichen künstlerischen Gedanken war die Gründung der für die bosnisch-herzegowinische Kunstszene ebenfalls eine große Rolle spielenden Künstlergruppe Raum-Form (Prostor-Oblik), die er zusammen mit den Malern Edin Numankadić, Tomislav Dugonjić und dem Graphiker Enes Mundžić 1975 gründete. Am 10. Oktober 1975 stellte die Gruppe zum ersten Mal in Banja Luka aus. Gleich danach folgten Ausstellungen in Zenica und Sarajevo.
1975 wurde Perčinlić Dozent an der Sarajevoer Akademie der bildenden Künste. 1988 wurde er dort zum ordentlichen Professor ernannt. Bis zum offiziellen Ausbruch des Bürgerkrieges in Bosnien-Herzegowina blieb er dort. 1992 übersiedelte er mit der Familie (mit Frau und einem Sohn) nach Zagreb in Kroatien. Schon im darauf folgenden Jahr wurde er Mitglied der Kroatischen Vereinigung der bildenden Künstler. 1994 wurde er im Museum für moderne Kunst (Muzej suvremene umjetnosti) in Zagreb ausgestellt. Es folgten sowohl bis zu seinem Tod als auch danach zahlreiche Einzel- und Gruppenausstellungen (auch in Bosnien, Slowenien und Kina).

## Werk

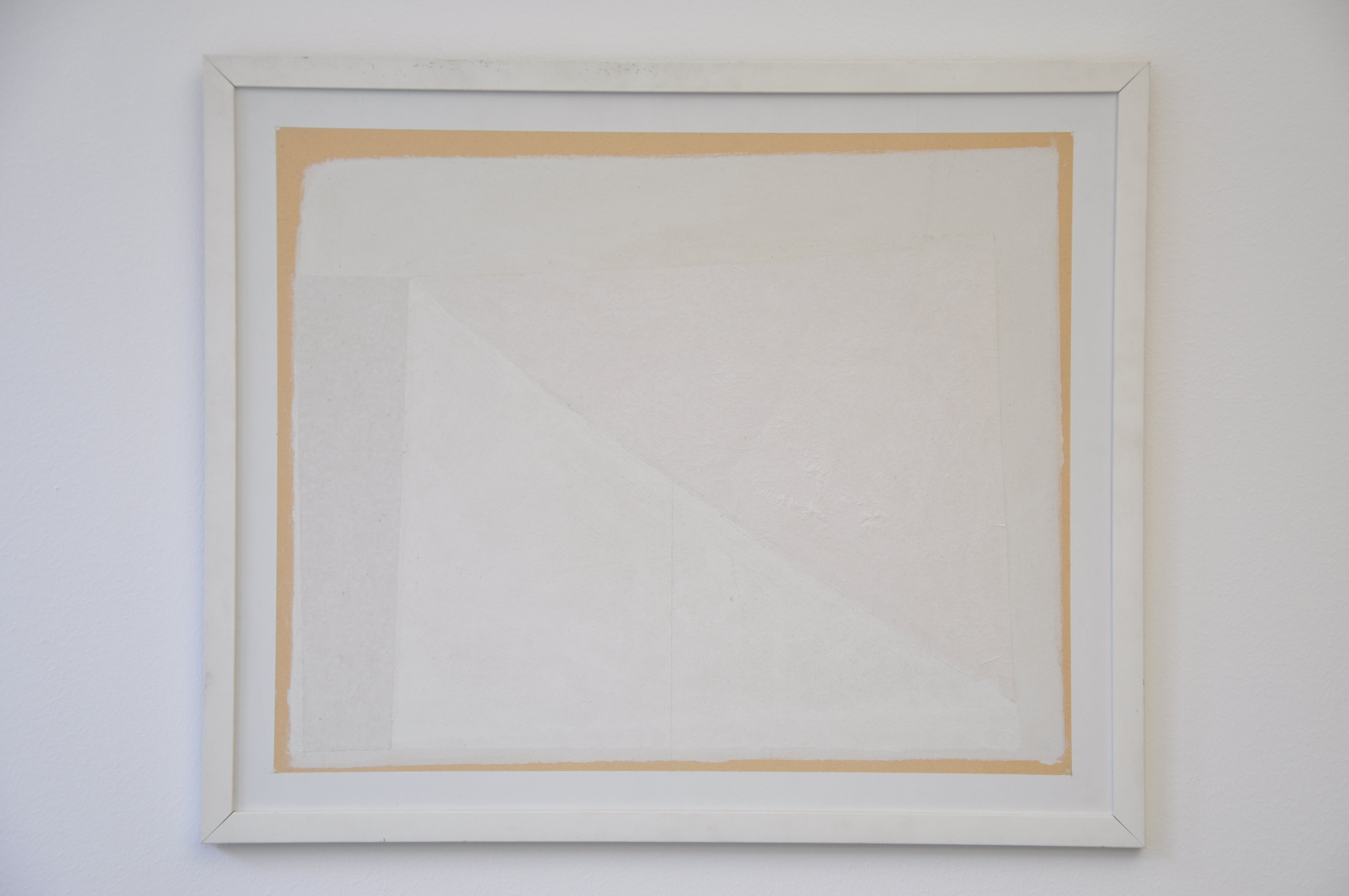
Ljubomir Percinlic, Feld M2, 1997

Wegen der allgemeinen historischen Entwicklungen auf diesem Gebiet Zentraljugoslawiens begann sich die bildende Kunst in Bosnien-Herzegowina erst spät zu entwickeln und dadurch erlebte sie auch erst verspätet die formalen und theoretischen Auseinandersetzungen, die in der bildenden Kunst (West-)Europas, aber auch in den jugoslawischen Kunsttendenzen des 20. Jahrhunderts (in Kroatien, Slowenien oder Serbien) schon stattgefunden hatten. In dieser praktischen und theoretischen Weiterentwicklung des Kunstbegriffs, die auch eine allgemeine geistig-kulturelle Entwicklung bedeutete, war die Rolle von Perčinlić innerhalb Bosniens von herausragender Bedeutung. Er war einer der ersten bosnisch-herzegowinischen Künstler, der sich ernsthaft mit der Überwindung des herrschenden traditionellen, aber auch – bis in die späten 1950er Jahre – zum Teil ideologisch angepassten Kunstbegriffs auseinandersetzte. Schon in den ersten Werken zeigt sich eine Bildauffassung, die einen deutlichen Gegensatz zur damaligen Bildauffassung der bosnisch-herzegowinischen Kunstszene darstellt. Da die Hauptform des künstlerischen Ausdrucks in Bosnien-Herzegowina entsprechend ihrer verspäteten Entwicklung die Malerei war, kamen die neuen Ideen von Künstlern, die sich mit diesem Medium beschäftigten. Mit einem neuen Kunstbegriff und einer neuen künstlerischen Auffassung tat sich etwa gleichzeitig oder kurz vor ihm (in der zweiten Hälfte der 1950er Jahre) die Gruppe Die Vier (Četvorica) aus Banja Luka hervor, deren Mitglieder die Maler Dušan Simić, Bekir Misirlić, Alojz Ćurić und Enver Štaljo waren. In diesem Zusammenhang wäre noch der ebenfalls aus der Banja-Lukaer Szene stammende Maler Kemal Širbegović zu erwähnen. 
Perčinlićs Malerei zeigte von Anfang an bis zu seinem Tod eine außergewöhnlich ausgeprägte reduktionistische Ausrichtung, und zwar nicht nur im formalen Sinne, sondern auch in Hinblick auf die verwendete Farbpalette, die entsprechend seiner vereinfachenden Bildlogik eingeschränkt und oft monochrom ausfiel. In seinem frühen Werk reduziert sich die Farbigkeit seiner Bilder auf helle Nuancen von meistens Grün, Lila, Grau und Blau, die mit Weiß unterlegt sind und gelegentlich mit Braun kombiniert werden. Das Bild ist stets zweidimensional und flächig. Dies sogar auch in seinen ersten Landschaftsbildern, in denen er eindeutig noch figurativ arbeitend aus der Realität genommene Motive aus Bosnien, der Herzegowina und der kroatischen Halbinsel Pelješac bildlich in regelmäßige und unregelmäßige Farbflächen übersetzt und sie aneinander reihend flächig in die Bildebene überträgt. Nur ein im oberen Teil der Bildfläche festgesetzter Horizont – meist die Linie eines sich in der Ferne befindlichen Berges – suggeriert Bildtiefe und damit den Eindruck einer fiktiven Dreidimensionalität. Die Bildtiefe wird auch in seinen Interieurs, die am Anfang seiner Karriere von 1959 bis 1962 oft als stilllebenartige Bildsujets komponiert waren, nur sparsam dosiert angezeigt.
Mit der nächsten Phase nahm die Farbigkeit noch mehr ab. Die Bilder von der Mitte der 1960er bis in die Mitte der 1970er Jahre können sporadisch nur noch aufgrund ihrer Titel auf eine Gegenständlichkeit hin dechiffriert werden. Das Experimentieren mit gegenständlichen Formen des bosnischen Ambientes führt immer deutlicher zu einer Geometrisierung, und das Bild bleibt ohne jeglichen Eindruck einer Tiefe. Das Bild ist von nun an auf seine „wahre“ Zweidimensionalität reduziert. Aber diese Reduktion geht weiter und das schon immer gewesene sparsame Auftragen von den ausgewählten Farben führt – jetzt in den 1980er Jahren – zur Monochromie, zu Ton-in-Ton-Bildern, in denen mit unscharfen Konturen dargestellte Recht- und Vierecke, in einer mit Aquarellfarben erreichten farblichen Blässe das Transzendente einer geistigen Welt ins Bewusstsein heraufbeschworen wird. In den Achtzigern beginnt er eine eigens entwickelte Zeichentechnik zu verwenden, indem er in das dünne Zeichenpapier mit einem Skalpell feine Linien einritzt, die er wiederum mit jenen, die mit einem Bleistift gezeichnet sind, kombiniert und zu geometrischen Grundformen gruppiert. Die Farbreduktion einer solchen Zeichnung, die sich aus der Kombination von durch Grau bestimmten Tönen und der gebrochen weißen Papierfläche ergibt, erreicht eine nächste Stufe des künstlerischen Raffinements. Einen besonderen visuellen Reiz verursachen hier die meistens unscharf oder ungerade gezeichneten Konturen dieser Bildfiguren, was als ein gewollter Zusatzeffekt des Bildlichen zu betrachten ist, und, trotz der zwingenden Reduktion, zu einer eigenen Poetik des Malers führt. Diese Poetik offenbart sich auch Ende der Achtziger, als Perčinlić konsequenterweise sich immer mehr ähnlicher „unmalerischer“, aber durchaus künstlerischer Methoden bedient, nämlich wenn er aquarelliertes Papier schneidet, klebt und durch das Kleben feinschichtig reliefiert. Es entstehen ganz feine, monochrome Bildcollagen. Manchmal zeichnet er auch hier mit dem Skalpell seine dünnen, kaum erkennbaren Linien. 
All das führt zu seiner letzten, durch seinen Tod unterbrochenen künstlerischen Phase, in der er die Malerei auf ein Minimum zurückführt: Sie wird folgerichtig von ihm auf ihren Nullpunkt reduziert, nach dem es sie für ihn nicht mehr geben kann. Immer mehr wird in die Fläche geschnitten (die Oberfläche des Malgrundes wird entfernt), darauf in einem sehr hellen Ton bemaltes, dünnes Papier geklebt, manchmal werden einzelne Linien mit einem Skalpell gezogen oder gelegentlich auch die so ausgeschnittene Fläche in ihrer vorgefundenen Farbe belassen. Die so innerhalb einer Bildfläche entstandenen Bildformen, setzen sich stets aus mehreren unregelmäßigen  und dadurch unvollkommenen geometrisierenden  Figuren zusammen, die nur noch bedingt als Bild zu bezeichnen sind. Es handelt sich dabei eigentlich um von der Hand eines Malers hergestellte Gegenstände, die mit einem Rahmen versehen sind. Seine letzten Werke waren eigentlich keine Bilder mehr, sondern feinfühlig geschaffene bildliche Objekte. Die mit einem hohen ästhetischen Anspruch verbundene reduktionistische Kontinuität sowohl im Ausdruck als auch in der Form, die an und für sich nie ein Zweck für sich war, sondern einen aus der Natur und dem Charakter der Künstlerpersönlichkeit abgeleiteten Prozess darstellt, machen Perčinlićs Gesamtwerk künstlerisch bedeutend auch außerhalb der Landesgrenzen.